# Deanne Bray
Deanne Bray-Kotsur (* 14. Mai 1971 in Canoga Park, Kalifornien) ist eine US-amerikanische Schauspielerin. Bray wurde gehörlos geboren und kommuniziert mittels American Sign Language und Englisch. International bekannt wurde sie durch ihre Rolle als Sue Thomas in der Fernsehserie Sue Thomas: F.B.I..

## Leben
Bray wurde in Kalifornien geboren und wohnte bis zu ihrem 13. Lebensjahr bei ihrem Vater nahe Los Angeles, dann zog sie zwischenzeitlich zu ihrer Mutter nach Seattle. Ihre Eltern beherrschten keine Gebärdensprache.
Deanne Bray verbrachte viel Zeit bei einer ebenfalls gehörlosen Nachbarsfamilie und kam dort intensiv in Kontakt mit der Gehörlosenkultur. Nach der Schule erwarb sie an der California State University in Northridge einen Bachelor in Biologie. Bei einem Festival für Gehörlose, welches an ihrer Universität stattfand, wirkte sie einer Tanzgruppe „Prism West“ mit und wurde entdeckt. 1993 lernte sie beim Theaterspiel ihren späteren Ehemann, den ebenfalls gehörlosen Schauspieler und Regisseur Troy Kotsur, kennen. Nach langjähriger Freundschaft heirateten sie 2001 und am 8. September 2005 wurde die gemeinsame hörende Tochter Kyra Monique geboren. Sie lebt heute mit ihrer Familie in North Hollywood, einem Stadtteil von Los Angeles. Bray und ihr Ehemann engagieren sich sehr für Gehörlose, indem sie vielfach Events und Projekte für Gehörlose organisieren und unterstützen.
Sie sind unter anderem Mitglieder bei KODAWest (Kids of Deaf Adults). Während der Dreharbeiten zum Sue Thomas: F.B.I. arbeitete Deanne Bray als Mathe- und Naturwissenschaftslehrerin für gehörlöse und schwerhörige Schüler einer High School. Sie gründete auch den „Little Bookworm Club“ für diese Schüler, um ihnen Literatur näher bringen zu können. Sie selbst ist der Meinung, dass Bildung entscheidend im Leben ist, so wie sie es selbst durch die Teilnahme an unterschiedlichen Lern- und Förderprogrammen erfahren hat.

## Wirken
Ab 1996 folgten erste Fernsehrollen in Pretender und Diagnose: Mord (1997). Gleichzeitig war sie sehr aktiv am Gehörlösentheater.
Mit der Hauptrolle in Sue Thomas: F.B.I. (2002), einer Serie über eine real existierende gehörlose FBI-Agentin, kam ihr Durchbruch als Schauspielerin. Die echte Sue Thomas zählt Bray zu einem ihrer Vorbilder. Die Krimiserie lief drei Staffeln lang. Nach ihrer Schwangerschaft kehrte sie dann für Rollen in Criminal Intent – Verbrechen im Visier (2007), Dummy Hoy: A Deaf Hero (2007) und The L Word – Wenn Frauen Frauen lieben (2007–2008) zurück. 2009 übernahm Bray eine größere Rolle in der vierten Staffel von Heroes. Teilweise spielte sie gemeinsam mit ihrem Ehemann Troy in einigen Serien.
Auch während ihrer Arbeit in Film- und Fernsehproduktion spielte sie in mehreren Theaterstücken. So unter anderem in My Sister in This House, Big River, Road to Revolution, alle am Deaf West Theatre aufgeführt.

## Filmografie (Auswahl)
- 1996: Pretender (The Pretender)
- 1997: Ellen
- 1997: Diagnose: Mord (Diagnosis Murder)
- 2000: Strong Medicine: Zwei Ärztinnen wie Feuer und Eis (Strong Medicine)
- 2001: CSI: Den Tätern auf der Spur (CSI: Crime Scene Investigation) Folge: Stumme Schreie
- 2002–2005: Sue Thomas: F.B.I. (Sue Thomas: F.B.Eye)
- 2004: Rescue Me (Episode Die Hölle)
- 2006: Criminal Intent – Verbrechen im Visier (Law & Order: Criminal Intent)
- 2007: Lass es, Larry! (Curb Your Enthusiasm, Episode The Rat Dog)
- 2007–2008: The L Word – Wenn Frauen Frauen lieben (The L Word, vier Episoden)
- 2008: Sweet Nothing in My Ear
- 2009–2010: Heroes (Neun Episoden)
- 2013: 2 Broke Girls (Episode Tante Charity, engl. And Not-So-Sweet Charity)
- 2014: Grey’s Anatomy (Fernsehserie, Episode 10×20)
- 2016: Wild Prairie Rose
- 2022: Santa Bootcamp
- 2025: Will Trent (Fernsehserie)